# Сікст II
Святий Сі́кст II (лат. Syxtus II; ? — 6 серпня 258, Рим, Стародавній Рим) — двадцять четвертий папа Римський (30 серпня 257—6 серпня 258) грецького походження. Існує легенда, нібито у нього було по шість пальців на руках. Відновив стосунки з єпископами Північної Африки та Малої Азії. Загинув смертю мученика під час правління римського імператора Валеріана.

## Мистецтво
Поряд із святою Варварою зображений на картині Рафаеля — Сікстинська Мадонна.